# Jean Ulveling
Jean Ulveling, né le 14 germinal an IV (3 avril 1796) à Niederwiltz dans le département des Forêts (France), et mort le 7 décembre 1878 à Luxembourg (Luxembourg), est un homme d'État et historien luxembourgeois.
Membre de l'Assemblée constituante en 1848, puis de la Chambre des députés de 1854 à 1856, où il représente le canton de Wiltz, il sert au sein des gouvernements qui se succèdent de 1848 à 1866. Il est par la suite membre du Conseil d'État luxembourgeois. 

## Biographie
Jean Ulveling, né à Niederwilz le 14 germinal an IV (3 avril 1796), est le fils de Grégorius Ulfeling et de Margaretha Diefferding.
En 1817, il entre dans la fonction publique, dans laquelle il va passer sa carrière. En 1820, il fait son entrée dans le cabinet particulier du gouverneur Jean-Jacques Willmar. Lors de la révolution belge, il se range du côté des orangistes. Dans un pamphlet publié en 1832, il fait l'éloge de la politique de Guillaume Ier des Pays-Bas. En 1840, il devient membre du gouvernement provisoire, qui s'appelle la Régence.
En 1842, il devient conseiller des douanes. En 1848, il est élu à l'Assemblée constituante pour le canton de Wiltz et participe à la rédaction de la nouvelle Constitution. Le 1er août, il devient administrateur général des Finances au sein du ministère de La Fontaine et en décembre, après sa démission, il devient administrateur général des Affaires communales dans le ministère dirigé par Jean-Jacques Willmar. Lorsque le ministère de Charles-Mathias Simons lui succède en 1853, Jean Ulveling devient membre de la commission administrative des Hospices civils de la ville de Luxembourg et directeur de la Caisse de crédit foncier — remplacée en 1856 par la Banque et caisse d'épargne de l'État en raison des mauvais résultats obtenus. En 1855, il devient directeur des Contributions et Assisses et en 1857, chef du Cadastre.
En 1854, il devient membre du conseil communal de la ville de Luxembourg puis échevin à partir de 1855 et à nouveau en 1858.
De 1854 à 1856, il est membre de la Chambre des députés pour le canton de Wiltz. En 1858, il est nommé directeur général, cette fois dans le ministère de Simons. Il est d'abord responsable du portefeuille de l'Intérieur, puis celui des Finances. Il occupe le même poste au sein du ministère du baron Victor de Tornaco. En 1866, il démissionne. De 1857 à 1858 et de 1866 presque jusqu'à sa mort, il est membre du Conseil d'État.
Jean Ulveling laisse de nombreuses publications : certaines sont des aperçus de la situation politique des périodes qu'il a traversées, mais la plupart portent sur des questions historiques. L'histoire de la construction de la forteresse de Luxembourg le fascine tout particulièrement et il écrit de nombreux articles à ce sujet dans les Publications de l'Institut grand-ducal, Section historique. Il a également écrit sur l'histoire des corporations de la ville et sur l'histoire de l'abbaye d'Altmünster.

### Vie privée
Il épouse Catherine Rischard le 29 février 1824 et le couple eut deux fils, Martin Ulveling et Georges Ulveling (lb).

## Décoration
- Grand officier de l'ordre de la Couronne de chêne[j] (Luxembourg)
- Chevalier de l'ordre de l'Aigle rouge de 2e classe[j] (Prusse)
- Croix de Bronze de la Croix-Rouge française[k] (France)

## Hommage
En son honneur, un boulevard porte son nom à Luxembourg dans le quartier de la Ville-Haute.